# Alkor Jekaterynosław
Alkor Jekaterynosław (ukr. «Алькор» Катеринослав) – ukraiński klub piłkarski z siedzibą w mieście Jekaterynosław (obecnie Dniepr), w południowo-wschodniej części kraju, działający w latach 1916–1918.

## Historia
Chronologia nazw:
- 27.03.1916: Alkor Jekaterynosław (ukr. «Алькор» Катеринослав, ros. «Алькор» Екатеринослав)
- 1918: klub rozwiązano

Drużyna piłkarska Alkor została założona w Jekaterynosławiu 27 marca 1916 roku i reprezentowała miejscowe pracownicy zakładu Jużno-Briańskiego (obecnie Dnieprowski Zakład Metalurgiczny), chociaż już w 1915 brała udział w pierwszych nieoficjalnych mistrzostwach miasta, w których odniosła zwycięstwo. Początki futbolu w Jekaterynosławiu datuje się na rok 1911 (w 2011 roku w Dniepropietrowsku obchodzono stulecie lokalnego futbolu). W 1914 roku pod auspicjami Towarzystwa Sportowego Sokół, które w 1911 roku wybudowało boisko sportowe z boiskiem do piłki nożnej, podjęto próbę zorganizowania turnieju miejskiego, ale zakończyła się ona niepowodzeniem. Tak jak w tamtym czasie drużynami piłkarskimi opiekowali się cudzoziemcy, którzy zarządzali dużymi zakładami przemysłowymi w Jekaterynosławiu, to często wymyślali głośne i egzotyczne nazwy drużyn piłkarskich - "Sztandart", "Wega", "Orion", "Aida", "Sfinks", "Triton", "Zadnieprowie", "Ballada", "Riwiera", "Unitas", "Sport", "Zaria". Przed I wojną światową w Jekaterynosławiu powstało kilka drużyn, które 12 marca 1916 połączyli się w Jekaterynosławską Futbolową Ligę.
W marcu 1916 roku drużyna debiutowała w mistrzostwach Jekaterynosławskiej Futbolowej Ligi, która była podzielona na 2 grupy. Po wygraniu grupy, zespół zwyciężył i w finale i został pierwszym mistrzem miasta Jekaterynosław. W 1917 po raz drugi został mistrzem Jekaterynosławskiej Futbolowej Ligi, a w 1918 jego hegemonię przerwał "Stadion". Po tym klub przestał istnieć, jednak w zakładzie Briańskim byli spadkobiercy w podmiocie BRIT. Potem klub został rozwiązany.

## Sukcesy
- mistrz Jekaterynosławia (2): 1916, 1917